# 3 Pułk Grenadierów Śląskich
3 Pułk Grenadierów Śląskich – oddział piechoty Wojska Polskiego we Francji.
Sformowany we Francji na podstawie polsko-francuskiej umowy z 9 września i protokołu wykonawczego z 21 września 1939, pułk wziął udział w kampanii francuskiej. Walczył między innymi na pozycji ryglowej linii Maginota na odcinku Saary. Prowadził działania opóźniające pod Azoudange i nad kanałem Marna-Ren. Bił się w okrążeniu w okolicach Raon-l’Étape.

## Formowanie
Sformowany na podstawie rozkazu dowódcy oddziałów polskich we Francji gen. Stanisława Maczka z 13 listopada 1939 jako 3 pułk piechoty. Od 3 maja 1940 przyjął nazwę 3 Pułku Grenadierów Śląskich.
Formowanie rozpoczęło się 11 grudnia w obozie Coëtquidan w Bretanii. Warunki życia w obozie, zwłaszcza w pierwszych miesiącach, były spartańskie. Nie było stołów, ławek, łóżek, koców i pościeli. W połowie marca 1940 pułk przeniesiony został do Mauron.
Umundurowanie żołnierzy stanowiły błękitne mundury francuskie z okresu pierwszej wojny światowej, oraz kepi, berety lub furażerki. Dla wielu brakowało płaszczy i pasów głównych. W kwietniu 1940 pułk otrzymał nowe mundury i oporządzenie. Na naramiennikach mundurów francuskich noszono polskie stopnie wojskowe, a na nakryciach głowy znak orła.
Karabinem grenadiera był przestarzały karabin Lebela, a bronią zespołową ciężki karabin maszynowy Hotchkiss. Radiostacje ER-17 i ER 40 też nie gwarantowały utrzymania stałej łączności.

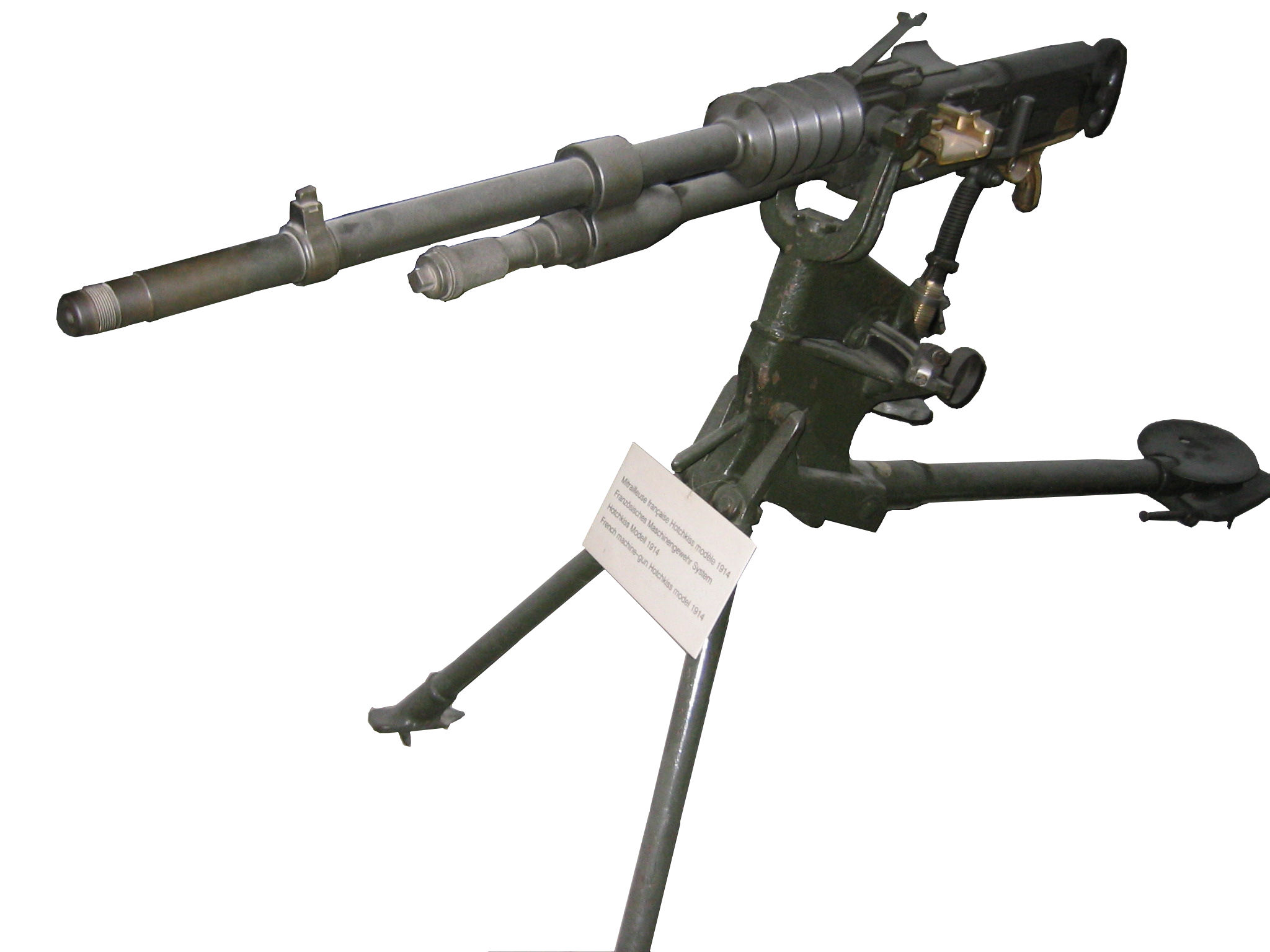
ciężki karabin maszynowy Hotchkiss stanowił uzbrojenie zespołowe batalionów

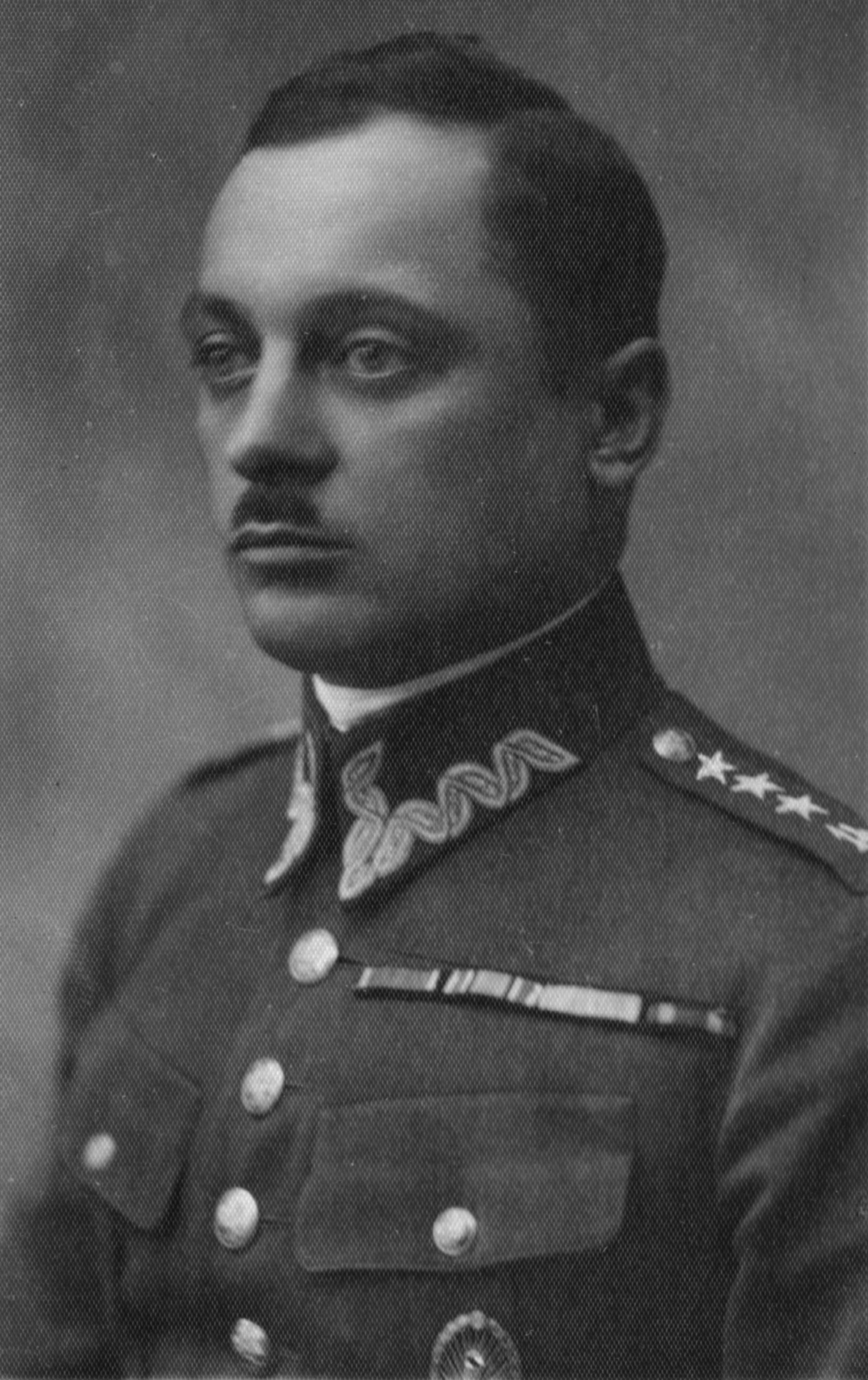
Kapitan Michał Naziembło - w 1940 roku dowodził 10 kompanią 3 Pułku Grenadierów Śląskich. W latach 1931–1939 pełnił służbę w 14 pułku piechoty.

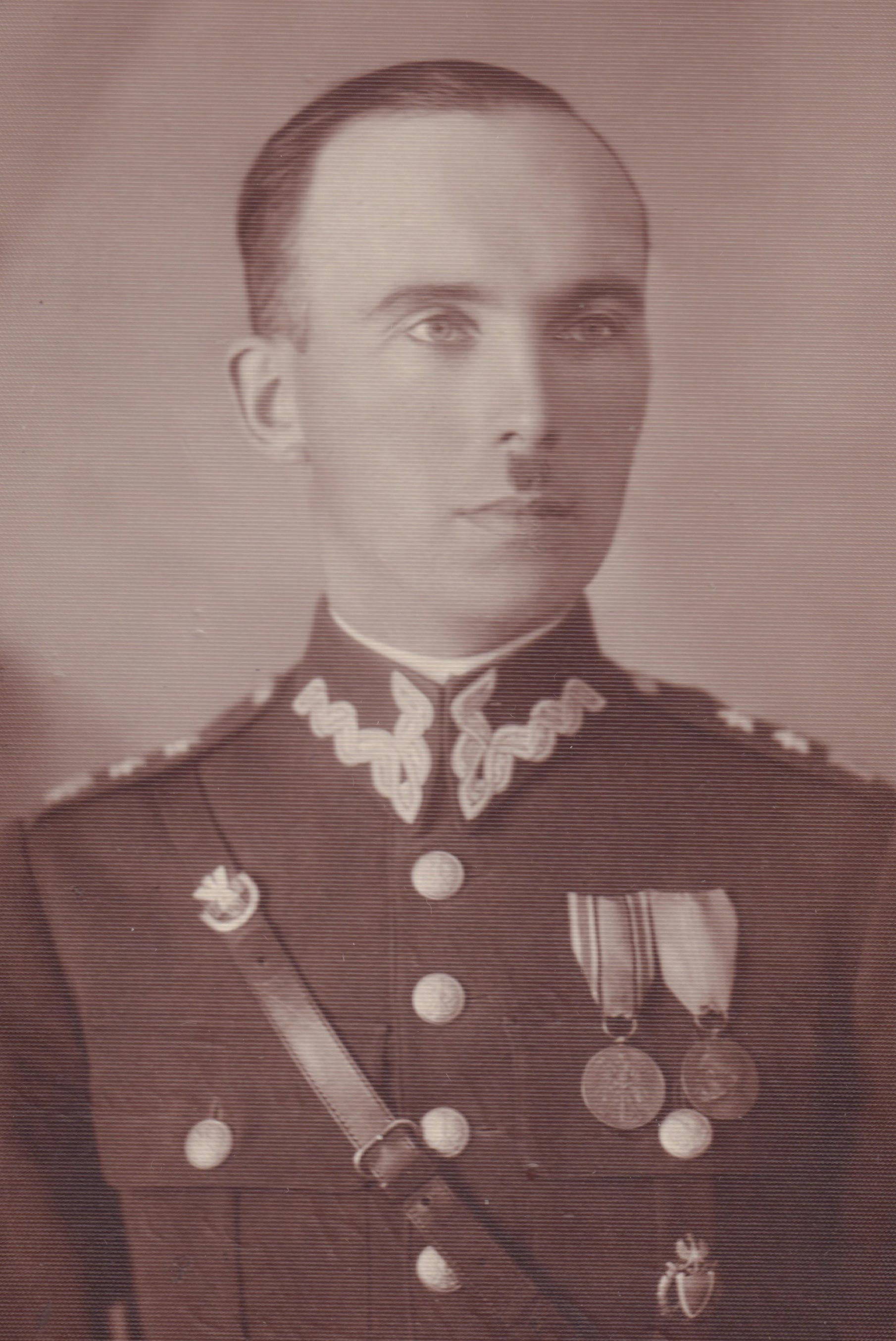
Porucznik Karol Holly - w stopniu kapitana dowodził 11 kompanią 3 Pułku Grenadierów Śląskich. W latach 1934–1938 służył we włocławskim 14 pułku piechoty.

Tabor pułku był zmotoryzowany. Do przewożenia amunicji w strefie walki służyły bardzo dobre ciągniki gąsienicowe (nie posiadały jednak uzbrojenia). Kuchnie polowe oraz biedki sprzętowe posiadały zaprzęg konny.
Pułk składał się z żołnierzy przybyłych z kraju i pochodzących z emigracji, głównie z Francji. Z kraju pochodziło około 25% stanu osobowego pułku.
Niemal cały korpus oficerski pochodził z Polski. Jego połowę stanowili oficerowie służby stałej. Środowisko oficerskie i szeregowi czasami oskarżało starszych oficerów o klęskę wrześniową. Oficerowie rezerwy zajmowali na ogół niższe etaty oficerskie. Podoficerowie z emigracji nie prezentowali wysokiego poziomu wiedzy i umiejętności.
Szeregowi pułku pochodzący z kraju wywodzili się głównie spośród żołnierzy września internowanych w Rumunii i na Węgrzech oraz spośród młodzieży szkolnej przepojonej duchem patriotyzmu. Narażała ona często życie i zdrowie, by dostać się do oddziałów polskich i walczyć o wolność kraju.
Trzon środowiska grenadierskiego stanowili jednak żołnierze posiadający obywatelstwo polskie, ale na stałe zamieszkali na emigracji, głównie we Francji. Większość z nich ulegała agitacji komunistycznej i antywojennej rozpowszechnianej we francuskich środowiskach robotniczych. Początkowo lekceważyli oni zewnętrzne formy dyscypliny oraz domagali się lepszego traktowania. Ich wymagania socjalne były znacznie wyższe niż żołnierzy pochodzących z kraju. Wymagali oni długotrwałej i systematycznej pracy wychowawczej.

## Działania zbrojne
Przegrupowanie pułku w strefę przyfrontową w Dolnej Lotaryngii, w rejon na południowy zachód od Nancy rozpoczęto 16 kwietnia 1940.
Wspólnie z innymi oddziałami 1 DGren pułk stanowił odwód francuskiej 4 Armii. W dalszym ciągu organizował się i szkolił. Dowództwo pułku znajdowało się w Javaincourt. 15 maja 1940 1 Dywizja Grenadierów skierowano do odwodu dowódcy 2 Grupy Armii gen. Gastona Pretelata. 16 maja 3 pułk wykonał marsz w rejon Lunéville. Od 25 maja zaczął luzować oddziały 4 Armii na odcinku obronnym w pasie między rzekami Sarrą i Mozelą. Rozpoczęte prace fortyfikacyjne na tej rubieży nie zostały ukończone. Główną zaporę ogniową miały stanowić działka przeciwpancerne umieszczone w betonowych schronach, a także rozbudowana zapora przeciwczołgowa. Kilka kilometrów za tą linią znajdowała się „pozycja pośrednia”. Obie pozycje na odcinku rzeki Albe połączone były „pozycją ryglową”.
6 czerwca pułk rozpoczął, trwający trzy doby, 100 kilometrowy marsz na pozycję pośrednią.
Otrzymał zadanie obrony pozycji pośredniej na odcinku Altwiller – Domfessel, a częścią sił obsadzenie pozycji ryglowej. Na pozycję pośrednią wszedł 1. batalion mjra Stanisława Karolusa i 3. batalion mjra Franciszka Perła, a rubież ryglową obsadził 2. batalion mjra Antoniego Michalika.
Natarcia niemieckie na prawe skrzydło 20 Korpusu (F) spowodowało jednak konieczność skierowania części sił 1 Dywizji Grenadierów do dyspozycji dowódcy grupy fortecznej Sarry płk. Dagnana. 12 czerwca w godzinach rannych płk Wnuk skierował 2 batalion do rejonu Oermingen, gdzie miał być użyty do wykonania kontrataku na korzyść 51 i 133 pułku kolonialnego, a 3. batalion odszedł w rejon Hinsing.
W tym czasie nastąpiło przełamanie frontu nad Marną na odcinku 4. Grupy Armii, a dowódca 2. GA gen. Pretelat 12 czerwca o godz. 21.00 wydał rozkaz odwrotu.

### Działania opóźniające
3 Pułk Grenadierów otrzymał rozkaz wycofania swych sił w kierunku południowym. Do lasu na południe od Assenoncourt skierowano 3 batalion, a w rejon Azoudange 1 batalion. Ich zadaniem było opóźniać ruch nieprzyjaciela w kierunku południowym, a następnie wyjść na południową stronę kanału. Na główną pozycję obronną nad kanałem Marna – Ren, w rejon Moussey i lasów Rechicourt, został skierowany 2 batalion. Dowódcą pododcinka obrony, został płk Wnuk, który miał do dyspozycji swój 2 batalion i 3 batalion 1 pułku. Rano 17 czerwca oddziały niemieckiej 75 Dywizji gen. Hammera, rozpoczęły natarcie na pozycje obronne 1 i 3 batalionu.
Na odcinku 1 batalionu Niemcy atakowali Azoudange. Mając znaczną przewagę, zmusili kpt. Jolonkiewicza do wycofania się. Dowódca 1 batalionu wyprowadził kontratak 2 kompanią. Żołnierze w ciężkiej walce odzyskali teren, a kpt. Korzanowi wycofał się bez większych strat. W Azoudange pozostał tylko pluton rozpoznawczy, który miał ubezpieczać wycofanie.
3 batalion również prowadził działania opóźniające. 16 czerwca około godz. 22.00 dowódca batalionu nakazał por. Krąglejowi wykonanie wypadu swoim plutonem na Assenoncourt. W miejscowości wywiązała się ostra i dość długa walka ogniowa.
Mimo braku wsparcia artylerii, 3 batalion odpierał wszystkie natarcia niemieckiej piechoty. Zagrożony obejściem od południa, około godz. 10.00 wycofał się z walki pod osłoną 1 batalionu.
Bataliony 3 pułku przekroczyły kanał i w godzinach południowych obsadzały nakazane rejony. 1 batalion zajął stanowiska na południowy wschód od Moussey między 3/1 pgren a francuskim batalionem 51 pułku. 3 batalion stanowiący odwód dywizji, w nocy kontratakował na kierunku 2 pgren.
18 czerwca w godzinach przedpołudniowych, na odcinku dowodzonym przez płk Wnuka, podjęła ograniczone działania 75 dywizja gen. Hammera. Nieprzyjaciel podejmował próby sforsowania kanału, ale czynił to niewielkimi siłami. Obie strony prowadziły skuteczny ogień artyleryjski. 6 kompania i kompania ckm zostały niestety omyłkowo ostrzelane przez artylerię własną i francuską.
Około 17:00 na prawym skrzydle odcinka powstała groźna sytuacja. Niemcy sforsowali kanał na odcinku płk. Dagnana i posunęli się znacznie do przodu. Dowódca pułku, mając na uwadze zagrożenie okrążeniem, zdecydował się wycofać podległe mu pododdziały. Przydzielony mu dowódca 3/1 pgern – mjr Fug1ewicz oceniał jednak, że wycofanie w odkrytym terenie może oznaczać zagładę jego batalionu. Decyzja o wycofaniu została wstrzymana. Bataliony pozostały na swoich stanowiskach i prowadziły zacięte walki obronne. Dochodziło do walki wręcz. Skierowano wszystkie wolne siły (łącznościowców, zwiadowców i żołnierzy z kompanii gospodarczej), do wsparcia walczących pododdziałów.
W tych trudnych chwilach na skutek wyczerpania fizycznego i napięcia psychicznego sporadycznie zdarzały się przypadki niezdolności do prowadzenia walki.
Dowódca 3 batalionu – mjr Perl już 17 czerwca dokonał zmiany na stanowiskach dowódców 10 kompanii, 11 kompanii oraz 3 kompanii ckm. Kondycja oficerów nie gwarantowała sukcesów w coraz cięższych walkach. Na ich miejsce wyznaczył: por. Nowosada, por. Rogulskiego i por. Rurańskiego.
Wieczorem 18 czerwca, pod osłoną ciemności, 3 pułk grenadierów został skierowany na krótki odpoczynek w rejon Baccarat – 30 km na południe od kanału Marna – Ren.

### Walki w okrążeniu
19 czerwca sytuacja armia francuska znajdowała się w krytycznym położeniu. Obrona 2 GA została przełamana, a jej jednostki okrążone. W tych warunkach dowódca 3 pułku organizował obronę na kierunku Merviller i Montigny. Batalionom kilkakrotnie zmieniano pozycje obronne. W oddziałach francuskich panował już nieład, demoralizacja, a dezercje były na porządku dziennym.
W tym czasie do pułku dotarła informacja o rozkazie Naczelnego Wodza, który nakazywał oddziałom polskim przebijanie się do portów śródziemnomorskich lub przekraczanie granicy francusko-szwajcarskiej. Dowódca 1 DGren gen. Duch poprosił dowódcę francuskiego korpusu gen. Huberta o zwolnienie spod jego rozkazów. Ten nie wyraził zgody argumentując brakiem kompetencji służbowych. Postanowiono, że dywizja walczyć będzie tak długo, jak długo nie poddadzą się Francuzi.
Pierwszy kontakt z przeciwnikiem nastąpił już o 6.00 w rejonie wzgórza 319, w pobliżu Montigny. Nieprzyjaciel nacierał z kierunku północnego na wysunięte stanowiska 3 batalionu.
Około godz. 10.00 gen. Duch wydał rozkaz płk. Wnukowi do wycofania pułku w rejon La Trouche, na wschód od Raon l'Etape. Jako pierwszy zszedł z pozycji batalion mjra Perła, który otrzymał zadanie obsadzenia rejonu skrzyżowania dróg, na południe od Neufmaisons. Batalion mjra Karolasa miał bronić rubieży opóźniania na południe od Veney. Jako ostatni wyszedł z walki batalion mjra Michalika, którego to przeciwnik próbował obejść. Wycofanie odbywało się pod nękającym ogniem niemieckiej artylerii i moździerzy.
Wieczorem pułk zajął nakazany rejon obrony. Przy szosie prowadzącej do Celles sur Plaine, zajął stanowiska 1 batalion, a nieco dalej na wschód – 2 batalion. Do odwodu, w rejon Moyenmoutier, został skierowany 3 batalion. Na południe od Raon l'Etape ściągnął też prawy sąsiad 3 pułku, zgrupowanie forteczne płk. Dagnana. Miało ono obsadzić swoimi oddziałami miasto Raon l'Etape. Realizacja tego zadania była niemożliwa ze względu na stłoczenie wojsk francuskich i brak woli walki i olbrzymi chaos organizacyjny. O 22.00 płk Wnuk uczestniczył w odprawie dowódców zorganizowanej u gen. Ducha. Podkreślano na niej, że żołnierze są bardzo zmęczeni i przygnębieni z powodu sytuacji, w jakiej się znalazły jednostki polskie. Omówiono sposób działania jednostek w przypadku otrzymania sygnału 4444.
Od wczesnych godzin rannych 21 czerwca spływały nadzwyczaj niepokojące meldunki od patroli o sytuacji bojowej. Mówiły one, że w Raon l'Etape nie ma żołnierzy francuskich, a miasto zostało zajęte przez Niemców. Wynikało z nich 1 i 2 batalion mają odciętą główną drogę wycofania. W tej sytuacji dowódca pułku zarządził natychmiastowe ich wycofanie drogami polnymi.

### Wykonać 4444
W godzinach rannych 21 czerwca gen. Duch wydał rozkaz nadania sygnału „4444”.Ocenił on, że oddziały dywizji wypełniły z nawiązką swój obowiązek wobec sojusznika i ich działanie dobiegło końca.
Dywizja polska była okrążona, a w najbliższej okolicy nie było jednostek francuskich zdolnych do prowadzenia zorganizowanych działań bojowych.
Do pododdziałów 3 Pułku Grenadierów Śląskich sygnał dotarł w godzinach przedpołudniowych. Przystąpiono do palenia dokumentów i niszczenia sprzętu. Część dokumentów została zabezpieczona, zapakowane do skrzyń, które następnie zakopano. Niszczono też broń, by nie dostała się w ręce Niemców. Powszechnie obawiano się, że wobec Polaków Niemcy nie będą tak tolerancyjni, jak wobec żołnierzy francuskich. Z tego względu część żołnierzy polskich wolała zatrzymać przy sobie broń krótką. Żołnierze samorzutnie organizowali się w grupy i przedzierali przez pierścień okrążenia. Były to małe grupki, które podejmowały wysiłek dotarcia na południe Francji lub do Szwajcarii, a często i do domów rodzinnych. Niektórym oficerom i żołnierzom z kasy pułkowej zostały wydane pieniądze, aby ułatwić przedarcie się przez pierścień okrążenia.

### Dalsze losy grenadierów
Bardzo wielu grenadierów z powodu ran, wyczerpania i nieprzychylnego stosunku wojska francuskiego do Polaków dostało się do niewoli niemieckiej.
Do Marsylii dotarło około 500 grenadierów. Większość z nich przedostała się do oddziałów polskich w Wielkiej Brytanii. Zasilili oni szeregi głównie 4 Dywizji Piechoty, której jeden z batalionów przejął tradycje 3 Pułku Grenadierów Śląskich.
Do Szwajcarii przedostało się ponad 60 grenadierów, z których część powtórnie przekroczyła granicę. W Szwajcarii weszli oni w skład 2 Dywizji Strzelców Pieszych, zasilając w zdecydowanej większości obozy żołnierskie 6 pułku strzelców pieszych.
Do Szwajcarii dotarł także dowódca pułku, płk Wincenty Wnuk. Pełnił tam m.in. obowiązki polskiego komendanta obozu oficerskiego. W drugiej połowie 1944 został on przerzucony do Wielkiej Brytanii, w ramach tajnej ewakuacji żołnierzy prowadzonej w 2 DSP.
Wielu żołnierzy, pochodzących głównie z emigracji, zasiliło szeregi polskiego lub francuskiego ruchu oporu, pomimo że w chwili ogłoszenia rozkazu o rozproszeniu, jedynym ich celem był szybki powrót do swoich rodzin.

## Struktura organizacyjna i obsada personalna

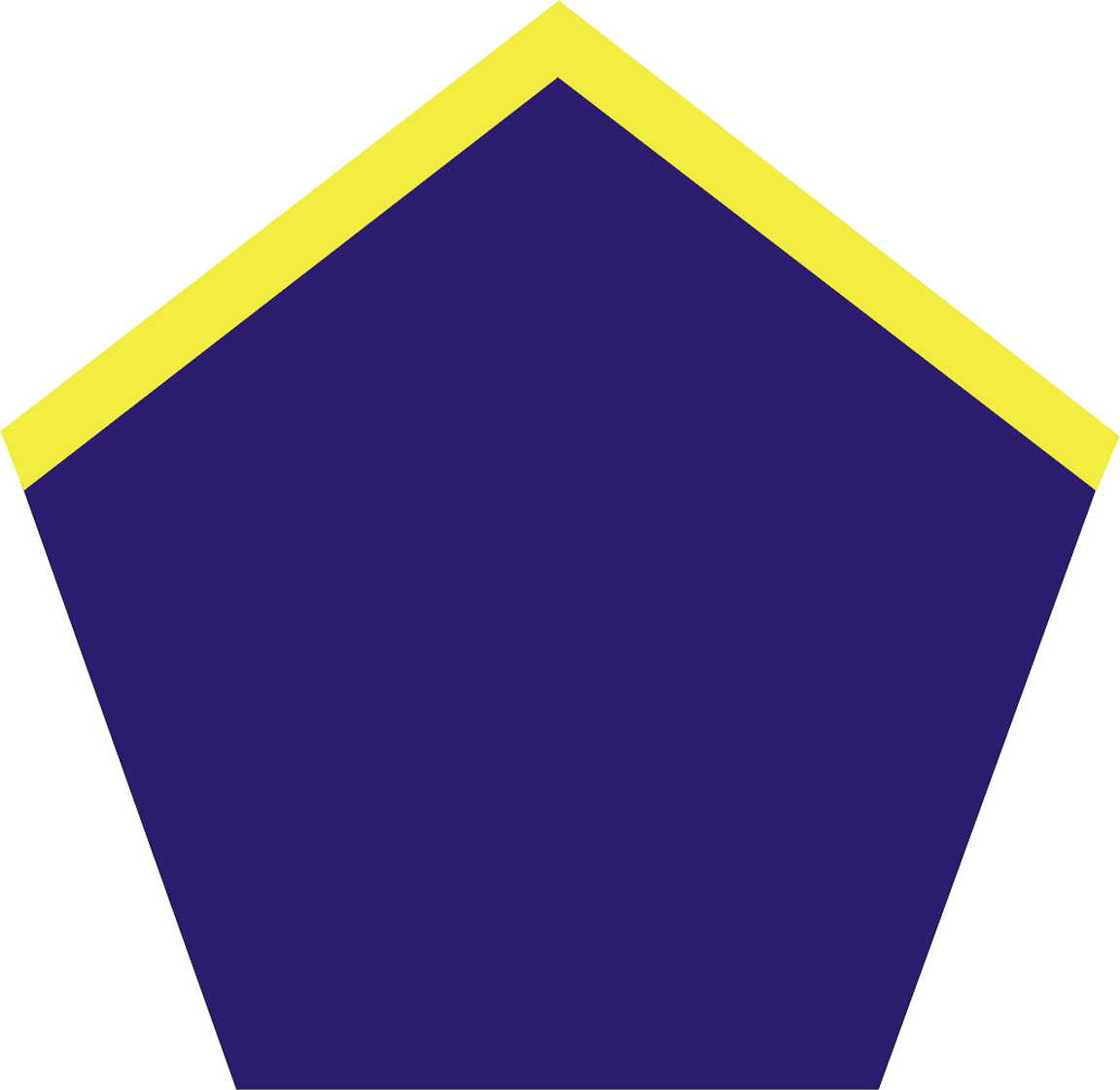
patka na kurtkę oficerską

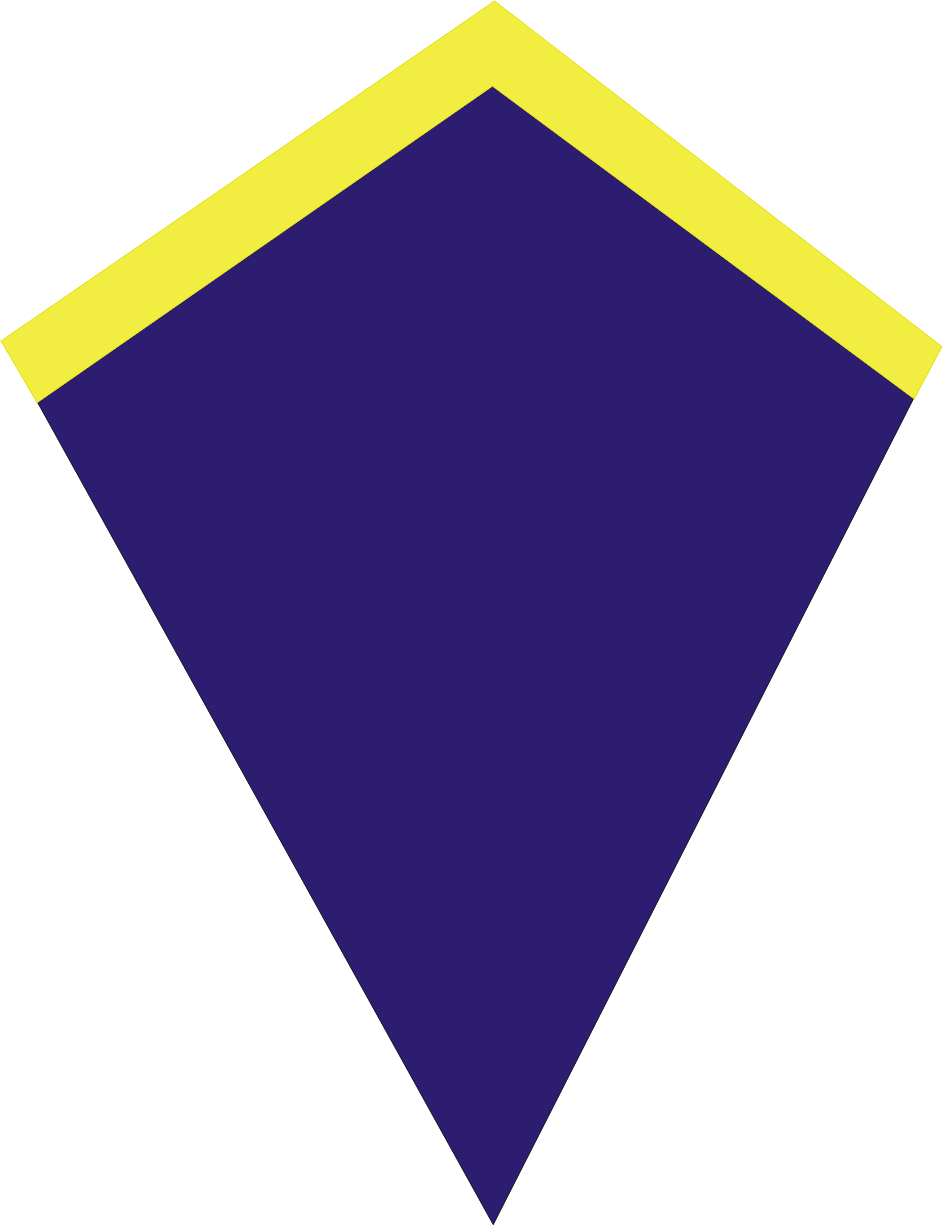
patka na kurtkę szeregowca

Dowództwo pułku
dowódca pułku – płk Wincenty Wnuk
oficerowie dowództwa
szef sztabu – mjr dypl. Stanisław Kramar
kpt. Alfred Jütner
kpt. Zając
kpt. Woźniak
kpt. Szukowski
kpt. Józef Kapka
ppor. Apolinary Szczypiński
ppor. Klimarz
kapelan – ks. kpt. Ignacy Pluszczyk
lekarz – mjr Hortyński
aptekarz – por.Ogonowski
Dowódcy batalionów i kompanii
- dowódca kompanii dowodzenia – kpt. Stanisław Pająk

oficerowie kompanii
por. Stanisław Łukowski
por. Nartowski
por. Antoni Sokół
ppor. Antoni Chmura
- dowódca kompanii gosp. kpt. Ludwik Biśta

oficerowie kompanii
por. Jan Iwanowski
ppor. Jan Dziewanowski
ppor. Józef Pabis
ppor. Jan Kiersnowski
ppor. Jan Rzeczkowski
- dowódca kompanii broni tow. kpt. Władysław Ulman

oficerowie kompanii
por. Januariusz Jaglarz
por. Stanisław Pstrowski
ppor. Antoni Ziemba
ppor. Bronisław Treska
ppor. Stanisław Skowroński
asp. Lipieński
1 batalion grenadierów
dowódca – mjr Stanisław Karolus
oficerowie dowództwa
mjr Władysław Kuśmidrowicz
ppor. Stanisław Lisiecki
asp. Jerzy Koperski
por. Stanisław Korta
- dowódca 1 kp – kpt. Stefan Koźan

oficerowie kompanii
por. Mieczysław Gramatyka
ppor. Brzeziński
ppor. Tadeusz Marynowski
ppor. Łabiniec
asp. Konstanty Szabelki
- dowódca 2 kp – kpt. Kazimierz Paszki

oficerowie kompanii
por. Woliński
por. Paweł Wiśniewski
ppor. Jan Serafin
ppor. Kazimierz Rzepka
ppor. Edmund Tomecki
- dowódca 3 kp – kpt. Alfred Jelonkiewicz

oficerowie kompanii
por. Jan Matuszewicz
ppor. Stanisław Król
ppor. Hotlbauer
ppor. Konrad Perlik
asp. Marian Kuczyński
asp. Bronisław Szczepański
asp. Łęcki
- dowódca 4 kompanii ckm i broni towarzyszącej – kpt. Józef Chlipała

oficerowie kompanii
por. Stefan Adamowicz
por. Wojciech Sekuła
ppor. Leonard Wojciechowicz
ppor. Ryszard Nuszkiewicz
asp. Hubert Pelc
2 batalion grenadierów
dowódca – mjr Antoni Michalik
oficerowie dowództwa
mjr Witold Zimowski
por. Jan Dempniak
asp. Juliusz Pilecki
lekarz – ppor. Stanisław Łazarczyk
- dowódca 5 kp – kpt. Tadeusz Tarnawski

oficerowie kompanii
por. Wiktor Wantuch
por. Ludwik Kelm
ppor. Stanisław Szczepanie
ppor. Stanisław Moździeń
- dowódca 6 kp – kpt. Bogdan Milczak

oficerowie kompanii
por. Julian Skulski
ppor. Mariusz Kwiatkowski
ppor. Buczkowski
ppor. Makowski
asp. Kleyber
- dowódca 7 kp – kpt. Teofil Wawrzyniak

oficerowie kompanii
por. Stanisław Stopiński
por. Józef Amouraux
ppor. Błyszczak
ppor. Marian Stradowski
asp. Jerzy Jerimijew
asp. Kącki
- dowódca 8 kompanii ckm i broni towarzyszącej – kpt. Aleksander Elektorowicz

oficerowie kompanii
por. Zenobiusz Kubik
por. Stanisław Grochola
por. Franciszek Gudz
ppor. Jan Matyszczyk
ppor. Piotr Głowacki
asp. Janusz Jastrzębski
3 batalion grenadierów
dowódca – mjr Franciszek Perl
oficerowie dowództwa
mjr Edward Marzys
por. Witold Witoszyński
asp. Adam Perzanowski
- dowódca 9 kp – kpt. Franciszek Marciniak

oficerowie kompanii
por. Karol Moss
ppor. Romuald Kłodnicki
ppor. Polowy
ppor. Czecki
asp. Krawczyk
- dowódca 10 kp – kpt. Michał Naziembło[e]

oficerowie kompanii
por. Jan Nowosad
por. Piłek
por. Zygmunt Ostrowski
ppor. Leon Wujek
asp. Tadeusz Rzewuski
- dowódca 11 kp – kpt. Karol Holly[f]

por. Marian RoguIski
por. Kazimierz Krąglej
ppor. Nowiński
ppor. Jan Pększyc
- dowódca 12 kompanii ckm i broni towarzyszącej – kpt. Marceli Burakowski

oficerowie kompanii
por. Stefan Rurański
por. Leonard Ziętek
ppor. Mieczysław Wyszotycki
ppor. Bułat
Francuscy oficerowie łącznikowi
oficer łącznikowy przy sztabie pułku – mjr Andre Fraillon
oficer łącznikowy przy sztabie 1 batalionu – kpt. Jean Paul Hurey
oficer łącznikowy przy sztabie 2 batalionu 	– kpt. Le Roy-Toussaint
oficer łącznikowy przy sztabie 3 batalionu – por. Emiłe Perrin
oficer łącznikowy przy oficerze płatniku – por. Andre Brisset

## Symbole pułku

### Sztandar
25 maja 1940 przedstawiciele fundatorów wręczyli dowódcy pułku sztandar. Ufundowało go towarzystwo „Amis de Pologne” z inicjatywy Rose Bailly, a wyhaftowany został w klasztorze sióstr Nazaretanek w Paryżu.
27 maja sztandar został poświęcony, a żołnierze pułku złożyli przysięgę wojskową.
Przez cały okres kampanii francuskiej sztandar przechowany był w kancelarii dowódcy pułku. 21 czerwca, na rozkaz dowódcy pułku, został on zakopany w lesie w rejonie walk. Najprawdopodobniej dokonał tego dowódca plutonu pionierów – por. Antoni Sokół, a obecni przy tym byli: mjr dypl. Stanisław Kramar, Alfred Jūttner, mjr Franciszek Perl i kpt. Władysław Smrokowski.
Wielokrotne próby odnalezienia sztandaru w miejscu ostatnich walk pułku, zakończyły się niestety niepowodzeniem.

### Oznaki na pojazdach
Na prawym błotniku i drzwiach kabiny malowano herb Katowic.